# Бобылёва, Евдокия Фёдоровна
Евдокия Фёдоровна Бобылёва (18 августа 1919, с. Анастасово, Белёвский уезд, Тульская губерния — 29 августа 2017, Тула) — советский, российский педагог. Народный учитель СССР (1990).

## Биография
Родилась 18 августа 1919 года в селе Анастасово (ныне Одоевского района Тульской области) в крестьянской семье.
После окончания Одоевской средней школы преподавала в семилетних и средних школах Одоевского района.
Окончила Тульский педагогический институт
Работала учителем русского языка и литературы в Одоевской школе. Участник войны, воевала в зенитной батарее, награждена орденом Отечественной войны II степени. Первый муж Евдокии Фёдоровны, Иван Александрович был артиллеристом, воевал под Москвой, погиб за две недели до Победы. Её вторым супругом стал друг юности Ивана Александровича и самой Евдокии Фёдоровны — заврайоно Гавриил Андреевич Серёгин.
С 1966 года работала бессменным директором Одоевской средней общеобразовательной школы им. Героя Советского Союза А. Д. Виноградова. В её школе юноши и девушки вместе с аттестатом зрелости начали получать удостоверения шофёров или трактористов, механиков-наладчиков и мастеров машинного доения. Опыт подготовки сельскохозяйственных кадров перенимался в других областях и краях.
Была членом обкома профсоюза образования, участником Всемирного конгресса за всеобщее разоружение и мир (1962), делегатом XIV съезда профсоюзов СССР (1968). В 1989—1991 годах — Народный депутат СССР, в 1991 году — член Комитета Верховного Совета СССР по народному образованию.
Была знакома с Н. И. Рыжковым, В. И. Матвиенко, Е. М. Примаковым, В. А. Стародубцевым, губернатором Тульской области и многими другими известными людьми.
Учителя, которые работают в Одоевской школе и многие люди района — воспитанники Евдокии Фёдоровны. Писатель Владимир Успенский, ученик Бобылёвой, написал о ней книгу «Евдокия свет Фёдоровна».
Евдокия Фёдоровна Бобылёва скончалась 29 августа 2017 года. Похоронена на Одоевском городском кладбище рядом со вторым мужем Гавриилом Андреевичем Серёгиным (1913—1989), а также родными братом Николаем Фёдоровичем Мамонтовым (1927—1995) и сестрой Александрой Фёдоровной Мамонтовой (1925—1961).

## Награды и звания
- Заслуженный учитель РСФСР
- Народный учитель СССР
- Орден Ленина
- Орден «Знак Почёта»
- Орден Отечественной войны II степени
- Медаль Н. К. Крупской
- Значок «Отличник народного просвещения РСФСР»
- Медаль «За особый вклад в развитие Тульской области»
- Орден Доброты
- Памятная медаль «100 лет Профсоюзам России»
- Почётный гражданин Одоева
- Почётный гражданин Тульской области[3].